# 栃不動周二
栃不動 周二（とちふどう しゅうじ、1977年6月14日 - ）は、埼玉県朝霞市出身で春日野部屋に所属した元大相撲力士。本名は藤原 周二（ふじわら しゅうじ）。身長190cm、体重168kg。自己最高位は西十両12枚目（2004年1月場所）、血液型はA型。

## 人物
小学校時代から相撲を初め、中学時代は柔道部に所属していたが相撲も取り続けた。中学卒業と同時に春日野部屋に入門。1993年3月場所に初土俵を踏んだ。同年9月場所には序ノ口で6勝1敗の成績で優勝決定戦に進出、実兄・藤原（最高位は序二段）と対戦し惜しくも敗れ優勝を逃した。これは本場所の土俵で史上初めての兄弟対決となったことから、当時は話題になった。以降、着実に番付を上げて行ったが、幕下上位に進出した1999年に網膜剥離を患った。2度に渡る手術で一時は三段目の下位まで番付を落としたが奮起し、一気に幕下中位まで番付を戻した。幕下上位でやや苦労したが、2003年9月場所には十両に昇進した。
この場所のほか、2004年1月場所、5月場所で関取を務めたが、勝ち越しは果たせなかった。その後は幕下下位と三段目での相撲が続いていたが2011年11月場所で1勝6敗と大きく負け越したため翌2012年1月場所からは序二段に陥落した。西序二段63枚目であった2012年7月場所での全休を最後に引退した。しかし、引退届提出が9月場所の番付編成会議後であったことから、9月場所の番付には名前が残り、最終的な地位は西序ノ口16枚目となった。

## 主な成績

### 通算成績
- 生涯成績：400勝369敗60休 勝率.520
- 十両成績：14勝31敗 勝率.311
- 現役在位：116場所
- 十両在位：3場所
- 各段優勝
  - 三段目優勝：1回（1998年1月場所）

### 場所別成績
| | 一月場所 初場所（東京）   | 三月場所 春場所（大阪）   | 五月場所 夏場所（東京） | 七月場所 名古屋場所（愛知） | 九月場所 秋場所（東京）   | 十一月場所 九州場所（福岡） |
| --- | ------------------------- | ------------------------- | ----------------------- | --------------------------- | ------------------------- | --------------------------- |
| 1993年 （平成5年） | x                         | （前相撲）                | 西序ノ口28枚目 4–3      | 西序二段175枚目 3–4         | 西序ノ口2枚目 6–1         | 西序二段90枚目 3–4          |
| 1994年 （平成6年） | 西序二段115枚目 3–4       | 東序二段133枚目 5–2       | 西序二段76枚目 5–2      | 西序二段39枚目 2–5          | 西序二段79枚目 3–4        | 西序二段95枚目 5–2          |
| 1995年 （平成7年） | 西序二段47枚目 2–5        | 西序二段84枚目 0–4–3      | 東序二段140枚目 6–1     | 東序二段59枚目 5–2          | 西序二段22枚目 4–3        | 西三段目100枚目 5–2         |
| 1996年 （平成8年） | 西三段目61枚目 4–3        | 西三段目44枚目 3–4        | 東三段目61枚目 6–1      | 東三段目12枚目 5–2          | 西幕下48枚目 3–4          | 西幕下59枚目 2–5            |
| 1997年 （平成9年） | 東三段目25枚目 3–4        | 西三段目39枚目 休場 0–0–7 | 東三段目99枚目 5–2      | 東三段目59枚目 5–2          | 西三段目32枚目 3–4        | 東三段目51枚目 4–3          |
| 1998年 （平成10年） | 東三段目35枚目 優勝 7–0   | 東幕下24枚目 4–3          | 東幕下19枚目 6–1        | 東幕下6枚目 4–3             | 西幕下3枚目 3–4           | 西幕下8枚目 2–5             |
| 1999年 （平成11年） | 東幕下23枚目 4–3          | 西幕下17枚目 2–5          | 東幕下35枚目 4–3        | 東幕下27枚目 5–2            | 東幕下13枚目 2–5          | 東幕下25枚目 休場 0–0–7     |
| 2000年 （平成12年） | 東三段目5枚目 休場 0–0–7  | 東三段目65枚目 5–2        | 東三段目34枚目 4–3      | 東三段目18枚目 6–1          | 西幕下44枚目 休場 0–0–7   | 東三段目24枚目 6–1          |
| 2001年 （平成13年） | 西幕下45枚目 6–1          | 西幕下21枚目 3–4          | 西幕下28枚目 4–3        | 西幕下19枚目 2–5            | 東幕下35枚目 4–3          | 東幕下30枚目 5–2            |
| 2002年 （平成14年） | 東幕下14枚目 4–3          | 西幕下10枚目 2–5          | 東幕下20枚目 2–5        | 東幕下36枚目 4–3            | 西幕下30枚目 5–2          | 東幕下17枚目 4–3            |
| 2003年 （平成15年） | 西幕下13枚目 4–3          | 西幕下9枚目 3–4           | 東幕下14枚目 5–2        | 西幕下4枚目 5–2             | 東十両13枚目 5–10         | 東幕下6枚目 5–2             |
| 2004年 （平成16年） | 西十両12枚目 5–10         | 東幕下3枚目 4–3           | 東十両14枚目 4–11       | 東幕下10枚目 2–5            | 東幕下22枚目 2–4–1        | 西幕下37枚目 休場 0–0–7     |
| 2005年 （平成17年） | 西三段目17枚目 休場 0–0–7 | 西三段目77枚目 休場 0–0–7 | 西序二段37枚目 6–1      | 東三段目71枚目 6–1          | 東三段目17枚目 5–2        | 西幕下54枚目 4–3            |
| 2006年 （平成18年） | 西幕下45枚目 3–4          | 西幕下54枚目 3–4          | 西三段目7枚目 5–2       | 東幕下46枚目 3–4            | 東幕下57枚目 6–1          | 東幕下26枚目 1–6            |
| 2007年 （平成19年） | 東幕下53枚目 5–2          | 東幕下36枚目 1–6          | 東三段目11枚目 3–4      | 東三段目23枚目 4–3          | 東三段目12枚目 4–3        | 西三段目3枚目 2–5           |
| 2008年 （平成20年） | 東三段目22枚目 3–4        | 東三段目33枚目 4–3        | 西三段目17枚目 6–1      | 東幕下39枚目 4–3            | 西幕下32枚目 2–5          | 西幕下50枚目 3–4            |
| 2009年 （平成21年） | 西三段目2枚目 6–1         | 東幕下29枚目 1–6          | 西幕下51枚目 1–6        | 西三段目27枚目 4–3          | 東三段目14枚目 4–3        | 東三段目4枚目 3–4           |
| 2010年 （平成22年） | 西三段目19枚目 3–4        | 東三段目33枚目 1–6        | 東三段目67枚目 5–2      | 東三段目42枚目 5–2          | 西三段目13枚目 2–5        | 東三段目36枚目 3–4          |
| 2011年 （平成23年） | 西三段目53枚目 4–3        | 八百長問題 により中止     | 西三段目38枚目 3–4      | 東三段目42枚目 3–4          | 東三段目54枚目 2–5        | 東三段目82枚目 1–6          |
| 2012年 （平成24年） | 東序二段23枚目 4–3        | 東序二段5枚目 3–4         | 西序二段29枚目 2–5      | 西序二段63枚目 休場 0–0–7   | 西序ノ口16枚目 引退 0–0–0 | x                           |
| 各欄の数字は、「勝ち-負け-休場」を示す。 優勝 引退 休場 十両 幕下 三賞：敢=敢闘賞、殊=殊勲賞、技=技能賞 その他：★=金星 番付階級：幕内 - 十両 - 幕下 - 三段目 - 序二段 - 序ノ口 幕内序列：横綱 - 大関 - 関脇 - 小結 - 前頭（「#数字」は各位内の序列） |                           |                           |                         |                             |                           |                             |

## 改名歴
- 藤原 周二（ふじわら しゅうじ）1993年3月場所
- 栃不動 周二（とちふどう－）1993年5月場所 - 2012年9月場所